# Dorfschulhaus Windisch

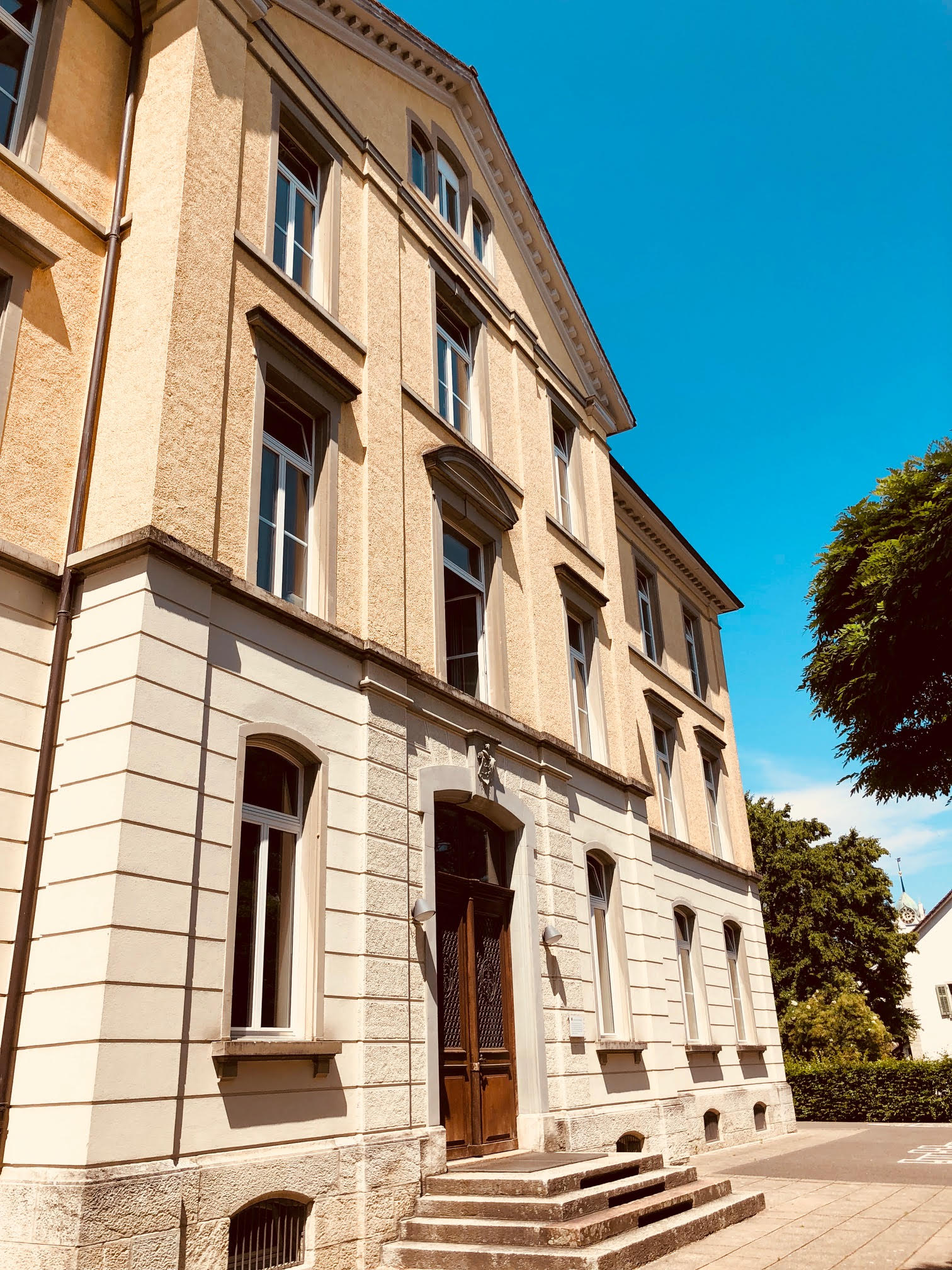
Dorfschulhaus Windisch

Das Dorfschulhaus Windisch ist ein Schulgebäude in Windisch im Kanton Aargau. Es ist ein Schweizer Kulturgut von lokaler Bedeutung.

## Geschichte und Beschreibung
Der 1878 beschlossene Schulhausneubau musste wegen der ungünstigen Finanzlage der Gemeinde verschoben werden. 1885 sah ein Projekt vor, das alte Schulhaus zugunsten des geplanten Neubaus abzubrechen. Dann konnte die Gemeinde westlich des vorgesehenen Bauplatzes ein Grundstück erwerben, woraufhin ein neues Projekt ausgearbeitet wurde. 1886 hiess die Gemeindeversammlung die Pläne der Architekten Hermann Reutlinger (1843–1905) und Johann Heinrich Reutlinger (1841–1912) in Zürich gut. Am 23. September 1888 konnte der etwas unter dem Voranschlag von 132'000 Franken erstellte Neubau eingeweiht werden. Das grosszügig konzipierte, moderne Gebäude wurde anlässlich der Weltausstellung in Paris mit einer Bronzemedaille ausgezeichnet.
Bis 1965 beherbergten die Parterreräume die Gemeindeverwaltung, bestehend aus Kanzlei, Archiv, Gemeinderatszimmer und Gemeindebibliothek im Ostflügel sowie den Gemeindesaal. Im Zusammenhang mit einer notwendig gewordenen Renovation des Schulhauses wurde seit Mitte der 1980er Jahre eine Erweiterung der Schulanlage Dorfstrasse in Betracht gezogen. Zur Ausführung gelangte 1986 das Projekt von Carlo Tognola (Architektenbüro Tognola, Stahel und Zulauf in Windisch), das an den rückwärtigen Treppenhausrisalit einen in den Dimensionen des Altbaus abgeleiteten Erweiterungsbau anfügt. 1988 erfolgte die Renovation des Altbaus.

## Architektur
Das Dorfschulhaus ist ein dreigeschossiger, spätklassizistischer Mauerbau unter einem geraden Walmdach. Ein dreiachsiger Mittelrisalit mit Giebelkrönung und Palisatergliederung akzentuiert die Hauptachse des streng symmetrisch durchgeformten Baukörpers. Dieser zählt längsseitig neun, an den Schmalseiten drei Fensterachsen und wird von Ecklisenen sowie einem konsolenbesetzten Kranzgesimse eingefasst. Das Erdgeschoss ist mittels eines Fugenbilds im Putz als Gebäudesockel gekennzeichnet und weist Stichbogenfenster mit konsolenverzierten Blockbänken auf.
Über einem durchlaufenden Gurtgesimse (bei der Aussenrenovation von 1987/88 teilweise ersetzt) sind die Rechteckfenster des ersten Obergeschosses mit einer Gesimbekrönung ausgezeichnet. Der Bauschmuck konzentriert sich auf die Mittelachse des Gebäudes, wo über dem breiten Stichbogenportal das mittlere Fenster von einem Segmentbogen bekrönt wird. Der Schlussstein des südseitigen Portals ist mit dem Wappen Windischs und der Jahreszahl 1888 skulptiert. Die mit hohen Oberlichtern ausgestatteten eichenen Eingangstüren bewahren die ursprüngliche Gusseisenvergitterung. Das gesamte Gebäude ist unterkellert: unter dem einstigen Gemeindesaal in Form eines Kreuzgratgewölbes über vier mächtigen Pfeilern, ansonsten durch tonnengewölbte Keller verschiedener Grösse.
Sorgfältig restauriert und um einen zweckmässigen, architektonisch zurückhaltenden Erweiterungsbau ergänzt, bildet das Dorfschulhaus einen wichtigen Akzent im Ortsbild von Windisch.